# 우로트리곤과
우노트리곤과(Urotrygonidae)는 매가오리목에 속하는 연골어류과의 하나이다. 아메리카 대륙의 열대와 따뜻한 온대 해역에서 발견된다. 2개 속으로 이루어져 있으며, 이전에는 현재의 인도-태평양에 제한적으로 분포하는 흰가오리과에 포함시켜 분류했다. 둥근 가슴지느러미 판과 꼬리지느러미와 함께 가늘고 긴 꼬리를 갖고 있으며, 등지느러미는 없다. 꼬리의 가시 돌기에 독을 갖고 있다.

## 하위 속
- 우로바티스속 (Urobatis)
- 우로트리곤속 (Urotrygon)